# 变压器

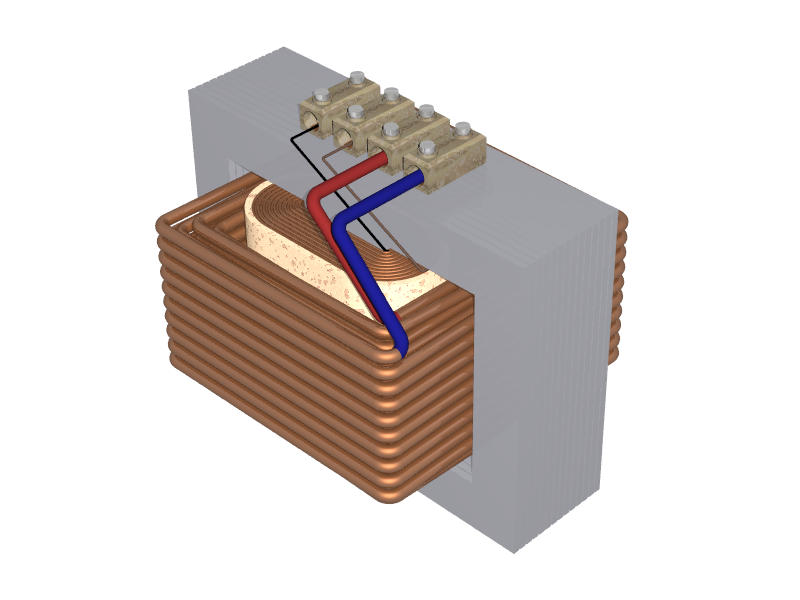
外鐵式变压器的同心結構有助減少漏磁。

理想變壓器的電路圖。

變壓器（英語：transformer），粤语亦称「火牛」，是應用法拉第電磁感應定律變換（升高或降低）交流电压，但不改变电源频率的电能转换器。
變壓器主要構件包含兩組或以上的線圈（初级线圈、次级线圈）和铁芯，用途是升降交流電的電壓、改變阻抗及分隔電路。電路符號常用T當作編號的開頭。例：T01、T201等。
變壓器用於改變交流電壓水平，這種變壓器稱為升壓型或降壓型，分別用於增加或減少電壓水平。變壓器還可用於在電路之間提供電流隔離以及訊號處理電路的耦合級。自 1885 年發明第一台恆電位變壓器以來，變壓器已成為交流電力傳輸、配電系統的重要組成部分。電子和電力應用中會遇到各種各樣的變壓器設計。變壓器的尺寸範圍從體積不到一立方公分的射頻變壓器到用於互連電網的重達數百噸的變壓器。

## 歷史
- 法拉第在1831年8月29日發明了一個「電感環」。這是第一個變壓器，但法拉第只是用它來示範電磁感應原理，並沒有考慮過它可以有实际的用途[2]。
- 1881年，路森·戈拉尔（英语：Lucien_Gaulard）（Lucien Gaulard）和约翰·狄克逊·吉布斯（John Dixon Gibbs）在伦敦展示一种称为「二次手发电机」的设备，然后把这项技术賣給了美国西屋公司，这可能是第一个实用的电力变压器，但并不是最早的变压器。
- 1884年，路森·戈拉尔和约翰·狄克逊·吉布斯在采用电力照明的意大利都灵市展示了他们的设备。早期变压器采用直线型铁心，后来被更有效的环形铁心取代。
- 西屋公司的工程師威廉·史坦雷從乔治·威斯汀豪斯、路森·戈拉尔與约翰·狄克逊·吉布斯买来变压器专利以后，在1885年制造了第一台实用的变压器。后来变压器的铁心由E型的铁片叠合而成，并于1886年开始商业运用。

变压器变压原理首先由法拉第发现，但是直到十九世纪80年代才开始实际应用。在發電場應該輸出直流电和交流電的競爭中，交流电能够使用变压器是其优势之一。变压器可以將电能转换成高电压低电流形式，然后再转换回去，因此大大减小了电能在输送过程中的损失，使得电能的经济输送距离达到更远。如此一來，发电厂就可以建在远离用电的地方。世界大多数电力经过一系列的变压最终才到达用户那里的。

## 基本原理
一個簡單的單相變壓器由兩塊導電體組成。當其中一塊導電體有一些不定量的電流（如交流電或脈沖式的直流電）通過，便會產生變動的磁場。根據電磁的互感原理，這變動的磁場會使第二塊導電體產生電勢差。假如第二塊導電體是一條閉合電路的一部份，那麼該閉合電路便會產生電流。電力於是得以傳送。在通用的變壓器中，有關的導電體是由（多數為銅質的）電線組成線圈，因為線圈所產生的磁場要比一條筆直的電線大得多。變壓器的原理是由变化的电压加到原线圈在磁芯上产生变化的磁场，从而激发其他线圈产生变化的电动势。原线圈、副线圈的電壓VS, VP和兩者的繞線的匝數NS, NP之間有正比的關係：
至於變壓器兩方之間的電流或電壓比例，則取決於兩方電路線圈的圈數。圈數較多的一方電壓較高但電流較小，反之亦然。如果撇除泄漏等因素，變壓器兩方的電壓比例相等於兩方的線圈圈數比例，亦即電壓與圈數成正比。以算式表示如下：
{\displaystyle {\frac {V_{p}}{V_{s}}}={\frac {N_{p}}{N_{s}}}}。
另外，根據安匝平衡，變壓器兩側的交鏈磁動勢必須相等，如下式：
{\displaystyle I_{s}N_{s}=I_{p}N_{p}}
在以上两个算式中：
- {\displaystyle V_{p}}是輸入方的電壓（Primary Voltage）；
- {\displaystyle V_{s}}是輸出方的電壓（Secondary Voltage）；
- {\displaystyle N_{p}}是輸入方的線圈圈數（Numbers of turns in the Primary Winding）；
- {\displaystyle N_{s}}則是輸出方的線圈圈數（Numbers of turns in the Secondary Winding）。因此可以减小或者增加原线圈和副线圈的匝数比，从而升高或者降低电压，變壓器的這個性質使它成為轉換電壓的重要設備。另外，撇除泄漏的因素，變壓器某一方（線圈）的感應電勢可以從以下算式求得：

{\displaystyle E=4.44\times N\phi f=4.44\times N(BA)f}
在算式中：
- {\displaystyle E}是流經該線圈的電壓的方均根值（root mean square）；
- {\displaystyle f}是電流的頻率（單位為Hz）；
- {\displaystyle N}是線圈的圈數；
- {\displaystyle \phi }是線圈磁通量
- {\displaystyle A}是線圈內空間（鐵芯）的切面面積（單位為m2）；
- {\displaystyle B}是通過線圈內空間（鐵芯）的磁力（單位為Wb/m2）。
- 常數值4.44是根據法拉第電磁感應定律證明而得。過程如下：

根據法拉第電磁感應定律，感應電勢為：
{\displaystyle E=N{\frac {\mathrm {d} \phi (t)}{\mathrm {d} t}}}
其中{\displaystyle \phi }會隨感應電勢產生正弦變化，以時間函數表示成{\displaystyle \phi (t)=\phi _{m}\sin(\omega t)}。帶入上式，得：
{\displaystyle E=N{\frac {d\phi _{m}\sin(\omega t)}{\mathrm {d} t}}=\omega N\phi _{m}\cos(\omega t)}
由於磁通量{\displaystyle \phi _{m}}為正弦函數磁通量之最大值，{\displaystyle E}的結果將會是最大值。換算成方均根值時，為
{\displaystyle E=\omega N\cdot {\frac {\phi _{m}}{\sqrt {2}}}}
又電源角頻率{\displaystyle \omega =2\pi f}，故方程式寫成
{\displaystyle E={\sqrt {2}}\pi N\phi f=4.442883\times N\phi f}
- 根據能量守恆定律，變壓器輸出的功率不能超越輸入它的功率。
- 根據歐姆定律，變壓器的負載所消耗的功率等於流經它的電流與其抵受的電壓的乘積。由於變壓器遵守這兩條定律，它不會是放大器。如果處在變壓器兩方的電壓有所不同，那麼流經變壓器兩方的電流也會不同，而兩者的差距則成反比。如果變壓器一方的電流比另一方小，那電流較小的一方會有較大的電壓；反之亦然。然而，變壓器兩方所消耗的功率（即一方的電壓和電流兩值相乘）應是相等的。

轉換因子為：
{\displaystyle a={\frac {N_{1}}{N_{2}}}}。
線圈等效自感值為：
{\displaystyle L={\frac {N^{2}}{R_{i}}}}。
線圈等效互感值為：
{\displaystyle M={\frac {N_{1}N_{2}}{R_{i}}}}。

### 能量损失

層式鐵芯能有效減少渦電流

理想的變壓器沒有能量流失，所以擁有100%效率。現實中，大容量變壓器的效率達到98%至99%；但小型的變壓器流失會較嚴重，而它們的效率可能低於85%。在以下敘述中，線圈內的導磁體一律稱為「鐵芯」。
在香港，建築物能源效益條例（第610章）要求200kVA或以上配電變壓器的效率要達到98%，1000kVA或以上則要求達到99%。變壓器測試須按照 IEC 60076-1 標準來進行。
鐵損通常放在左邊（主線圈），也可放在右邊。如果放在右邊，數值須跟隨匝數比的平方（a2）改變。RC代表鐵損，XM代表磁阻 。
變壓器的能量流失可以來自這些現象：
- 銅損，線圈的電阻：電流通過導電體時產生熱能（電流要較高，發出的熱人體才感覺的到），造成能量損失。和其他種類的流失不同，這種流失並不是來自變壓器的鐵芯。
- 渦電流（渦流損）：磁力使鐵芯產生環迴電流，導致能量化成熱並流失至外界。把鐵芯切成不相通的薄片可以減少這種流失。
- 磁力流失：所有未被輸出方線圈接收的磁場線均會造成能量流失。
- 磁滯損（Hysteresis losses）：鐵芯的磁滞现象使每次磁場改變時造成能量流失。這種流失的大小取決於鐵芯的原料。
- 力流失：交替的磁場使導線、鐵芯與附近的金屬之間的電磁力產生變化，結果形成振動和能量流失。
- 磁滞伸縮：交替的磁場使鐵芯出現伸縮。如果鐵芯的原料容易受伸縮影響，分子之間的摩擦會導致能量流失。
- 冷卻設備：大型的變壓器一般配備冷卻用的電風扇、油泵或注水的散熱器。這些設備所使用的能量一般亦算作變壓器的能量流失。變壓器運作時的噪音一般來自磁力流失或磁滯伸縮所造成的振動。

銅損為：
{\displaystyle P_{c}=I_{1}^{2}R_{c}}
鐵損為：
{\displaystyle P_{i}=P_{h}+P_{e}}
當司坦麥系數為n=2，且使用於變壓器B=V/f，磁滯損為：
{\displaystyle P_{h}=k_{h}fB^{n}=k_{h}{\frac {V^{2}}{f}}}
渦流損與電源頻率平方及最大磁通密度成正比，並與變壓器內之矽鋼片厚度平方成正比，和司坦麥系數無關：
{\displaystyle P_{e}=k_{e}f^{2}B^{2}=k_{e}V^{2}}

### 變壓器無法勝任的工作
- 把直流電轉成交流電，或把交流電轉換為直流電。前者必須使用逆变器，后者必須使用整流器。
- 改變直流電的電壓或電流，必須使用直流-直流轉換器。
- 變更交流電的頻率，必須使用变频器。
- 把單相電轉為多相式電力。變壓器需要最少兩個相，才可以把電源成其他的多相電。

### 變壓器的失效
變壓器可能因為溫度過高達到居禮溫度，而無法磁電轉換而失去作用。

## 分類

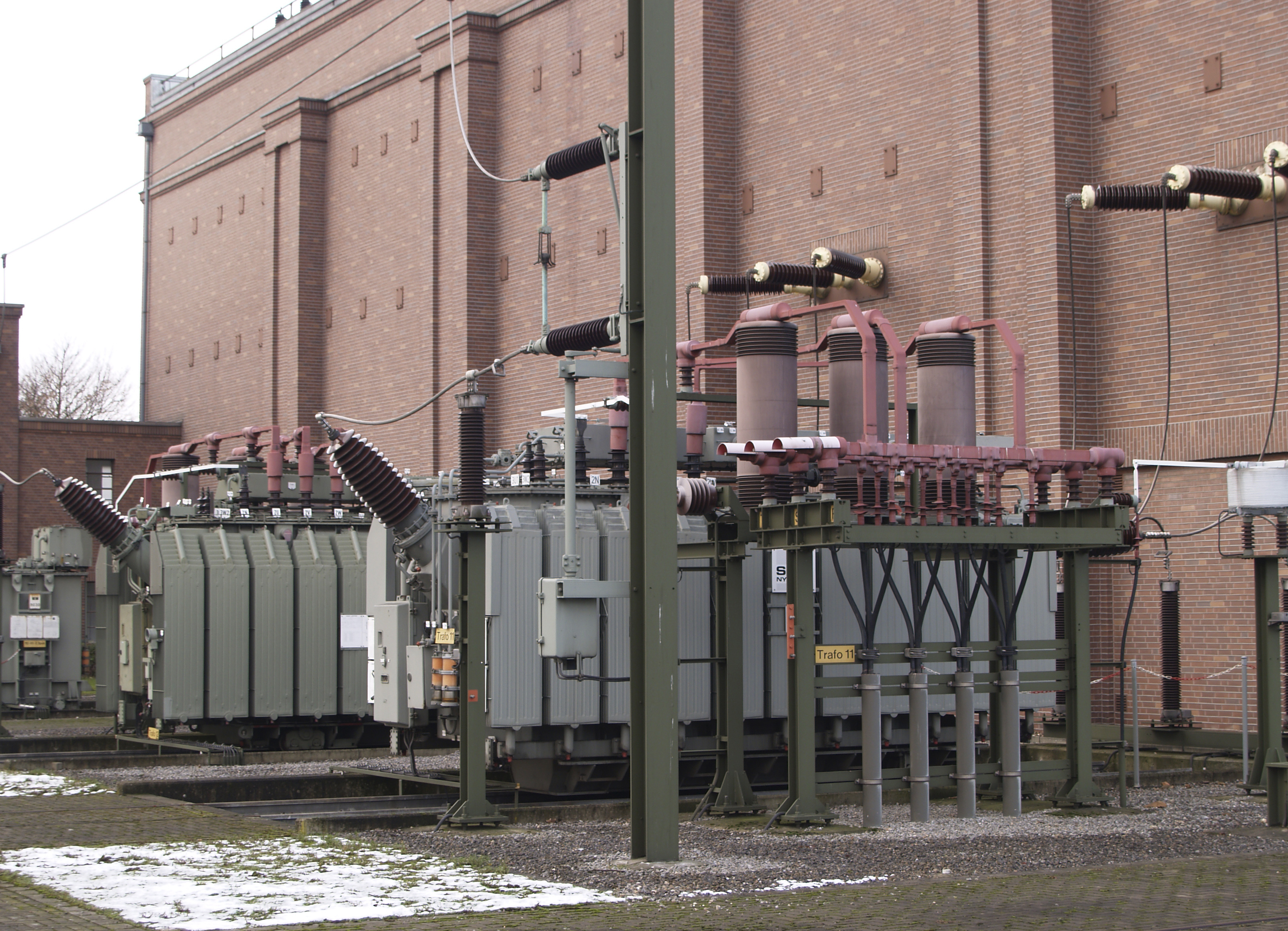
變電站用的大型變壓器（110kV）。

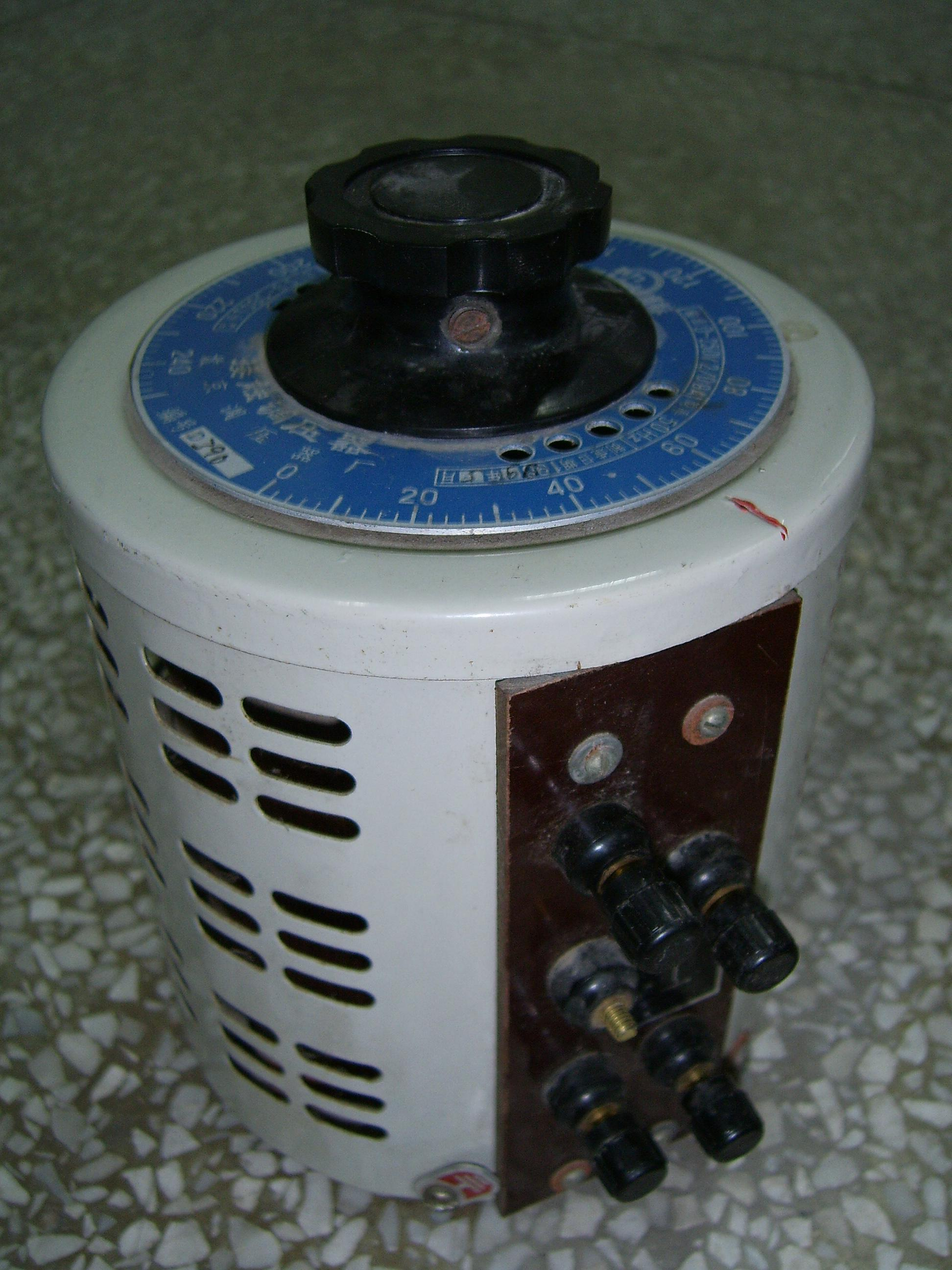
可调整輸出电压的自耦变压器。

### 电力变压器
电力变压器是通过电磁耦合把一种等级的电压转换成同频率的另一种等级的电压的一种静止的電气一次設備。电力变压器是电力系统主要的元件之一，常规型变压器用于输、受电（即升、降压），自耦型变压器用于耦合不同电压等级的电力系统。在电力长途传输中，變壓器擔當重要的角色。

### 电子变压器
电子变压器一詞可能指以下幾種之一
1. 內含電子電路的變壓裝置
  - AC-AC電子式變壓器，例如日光燈用電子變壓兼安定器
  - 交換式電源供應器，例如AC-DC交換式電源供應器，或DC-DC電壓轉換器。
2. 电子设备中使用的变压器为电子用变压器。例如电源常用的降压变压器。

### 隔离变压器
隔离变压器是在使用某些电器时为了人身安全而加设的。隔离变压器的隔离是指变压器初級側與次級側之间是电绝缘的，並保有一定的安全距離。变压器的隔离是隔离原副边绕线圈各自的电流。在维修一些家用电器时，应该關閉電源以防止触电，或因漏電產生的危險。须要注意的是，选用隔离变压器的原则是：隔离变压器的容量一定要大于所维修的家电电器的功率。
隔离变压器同样利用电磁感应原理，只是隔离变压器一般是指1：1的变压器。由于次级不和地相连，次级任一根线与地之间没有电位差，使用安全。隔离变压器常用作维修电源。此外，隔离变压器也不全是1：1变压器。控制变压器和电子管设备的电源也是隔离变压器。如电子管扩音机，电子管收音机和示波器和车床控制变压器等电源都是隔离变压器。如为了安全维修电视机常用1比1的隔离变压器。隔离变压器使用很广泛的，在空调中也是使用隔离变压器。

### 儀表用變壓器
儀表用變壓器通常用於將較高的電壓或電流轉換為較低的電壓或電流，提供給各儀表或其他保護電驛使用，依轉換的對象可分為比壓器(PT)和比流器(CT)。
比壓器本質上為降壓變壓器，其二次側的額定電壓通常為110V，不使用時需將其開路，不可短路。而比流器本質上為升壓變壓器，其二次側的額定電流通常為5A，不使用時需將其短路，不可開路。

### 磁饱和变压器
磁饱和变压器用于稳压，可以應付大多數的電壓驟降，視乎其設計可以支持1到2秒，而電壓驟降通常少於0.1秒。

### 电力起动变压器
交流电机起动时为降低对电网的冲击，常常采用降压起动方法，为此设计有专门用途的变压器。

### 自耦变压器

單相自耦式變壓器

自耦变压器是一个特例，其中一个线圈成为另一个线圈的一部分。自耦变压器也常常用于电机起动。自耦式變壓器是只有一組線圈同時用作原線圈及副線圈的變壓器。降壓時會從共用線圈引出一部份用作副線圈，而當升壓時會從共用線圈引出比原線圈多的一部份用作副線圈。
自耦变压器是指它的绕组一部分是高压边和低压边共用的。另一部分只属于高压边。根据结构还可细分为可调压式和固定式。自耦变压器的耦是电磁耦合的意思，普通的变压器是通过原副边线圈电磁耦合来传递能量，原副边没有直接的电的联系，自耦变压器原副边有直接的电的联系，它的低压线圈就是高压线圈的一部分。自耦变压器的工作原理其实和普通变压器一样的，只不过他的原线圈就是它的副线圈。一般的变压器是左边一个原线圈通过电磁感应，使右边的副线圈产生电压，自耦变压器是自己影响自己。自耦变压器是只有一个绕组的变压器，当作为降压变压器使用时，从绕组中抽出一部分线匝作为二次绕组；当作为升压变压器使用时，外施电压只加在绕组的—部分线匝上。通常把同时属于一次和二次的那部分绕组称为公共绕组，自耦变压器的其余部分称为串联绕组，同容量的自耦变压器与普通变压器相比，不但尺寸小，而且效率高，并且变压器容量越大，电压越高．这个优点就越加突出。因此随着电力系统的发展、电压等级的提高和输送容量的增大，自藕变压器由于其容量大、损耗小、造价低而得到广泛应用。

### 多相变压器
- 三相變壓器

三相變壓器廣泛使用於工業用途上，用於變換電壓及電流。三相電流是最常見用於產生、傳導及使用電力的方式，因此，了解三相變壓器如何連接是必要的。此變壓器是由三繞組單相變壓器建構在一單獨線圈上，並且放置於充滿絕緣油的附件上。絕緣油有數個功能，第一、由於絕緣，一個非導電體的電力可提供繞組與外殼之間的電氣絕緣；第二、它也可以用來冷卻及防止濕氣產生（濕氣會導致繞組的絕緣下降）。

### 漏磁變壓器

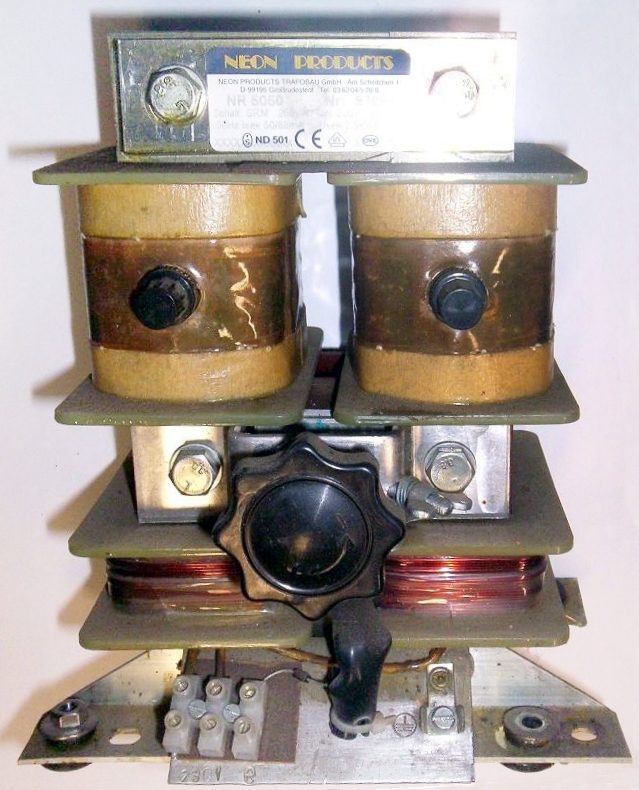
漏磁變壓器。

漏磁變壓器用於負載急劇變化而又要求逐步趨於穩定狀態的電子設備中，如熒光燈電源、離子泵電源等設備。這一類負載表現為開始工作時阻抗較大，需要較高的瞬間電壓；而當穩定工作時，負載阻抗較小，需將負載電流限製在允許值內，以使其能正常工作。

### 諧振變壓器

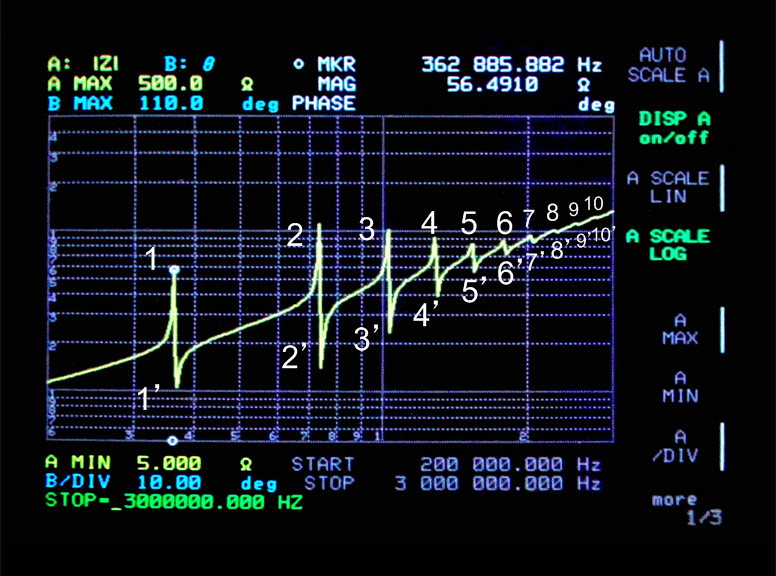
在次級線圈上觀察到許多諧振

諧振變壓器（resonant transformer）屬於一種漏磁變壓器，通過在鬆散耦合線圈間之次級側諧振時，互磁通量增加，並且耦合變強。
利用變壓器次級側的短路電感Lk與次級側外加電容(或等效雑散電容)Cr形成串聯諧振電路。次級線圈的電感為Ls，並且諧振頻率1'的ω2由下式確定
{\displaystyle \omega _{2}={\frac {1}{\sqrt {L_{k}C_{r}}}}={\frac {1}{\sqrt {(1-k^{2})L_{s}C_{r}}}}}
諧振變壓器的例子有：
- 可以產生高壓的特斯拉線圈，它可以供應比靜電式的范德格拉夫起电机更多的電流。[10]
- 用於CCFL逆變器之中。
- 用於超外差（superheterodyne）接收機的級間耦合，也就是這類收音機中所使用的中頻變壓器，它諧振在中頻頻率，以提供良好的頻率選擇性。[11]
- 用於LLC架構交換式電源供應器主變壓器之中。

## 構成
一個變壓器通常包括：

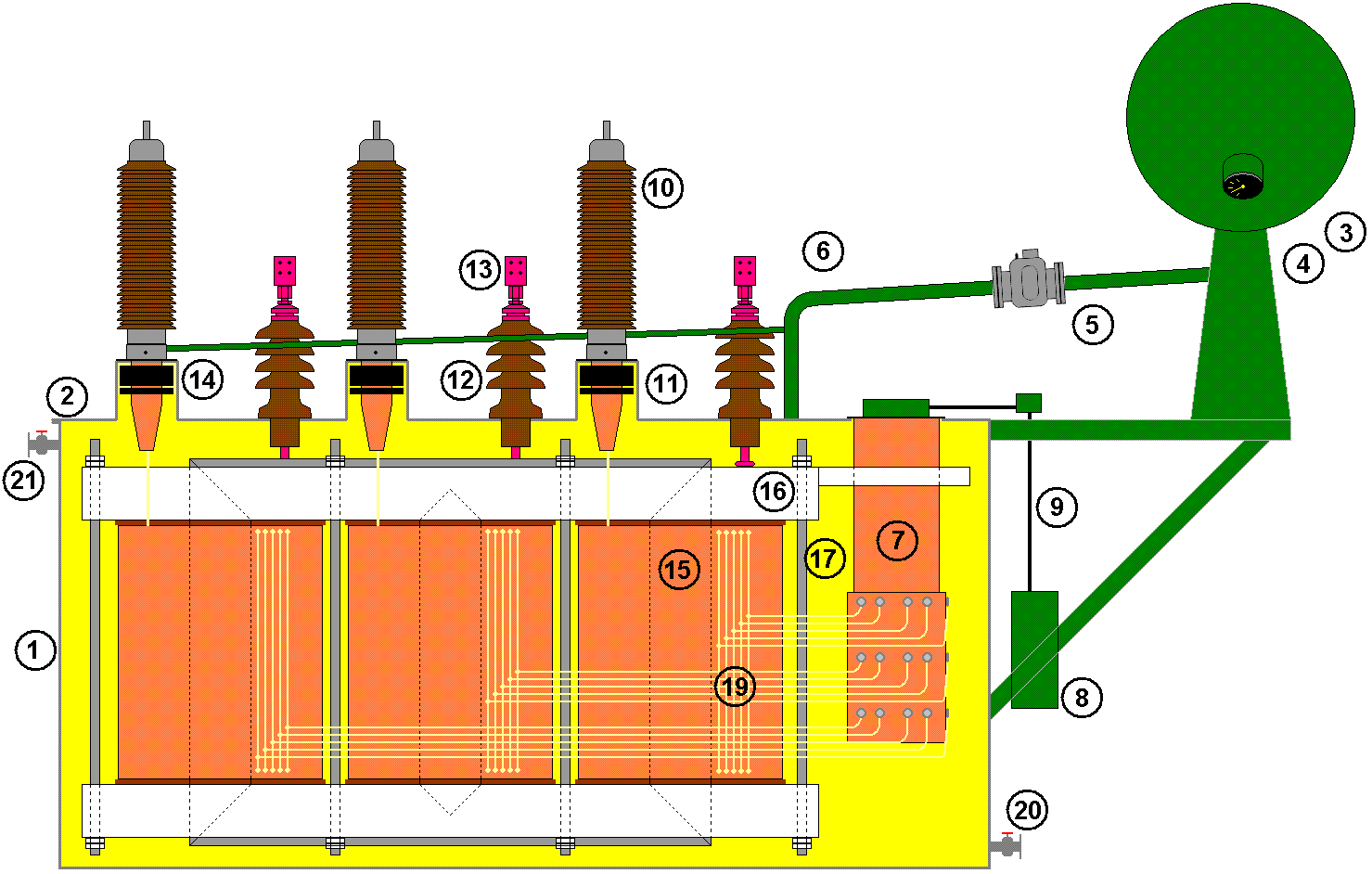
一种常见的油浸式电力变压器示意图 1. 油箱 2. 顶罩
3. 储油柜 4. 油位指示器 5.气体继电器 6. 防爆管
7. 分接开关 8. 分接开关电动机驱动 9. 分接开关驱动轴
10. 高压套管
11. 高压套管电流互感器
12. 低压套管
13. 低压套管电流互感器
14. 仪用套管式电压互感器
15. 芯体 16. 磁轭
17. 铁心柱 18. 线圈
19. 线圈与分接开关之间的内接线
20. 放油阀
21. 真空阀

- 兩組或以上的線圈：以輸入交流電電流與輸出感應電流。
- 一圈金屬芯：它把互感的磁场与线圈耦合在一起。变压器一般运行在低频、导线围绕铁芯缠绕成绕组。虽然铁芯会造成一部分能量的损失，但这有助于将磁场限定在变压器内部，并提高效率。电力变压器按照铁芯和绕组的结构分为芯式结构和壳式结构，以及按照磁通的分支数目（三相变压器有3，4或5个分支）分类。它们的性能各不相同。

### 芯

#### 薄片鋼芯
变压器通常采用硅钢材料的铁芯作为主磁路。这样可以使线圈中磁场更加集中，变压器更加紧凑。电力变压器的铁芯在设计的时候必须保防止达到磁路饱和，有时需要在磁路中设计一些气隙减少饱和。实际使用的变压器铁芯采用非常薄，电阻较大的硅钢片叠压而成。这样可以减少每层涡流带来的损耗和产生的热量。电力变压器和音频电路有相似之处。典型分层铁芯一般为E和I字母的形状，称作“EI变压器”。这种铁芯的一个问题就是当断电之后铁芯中会保持剩磁。当再次加电后，剩磁会造成铁芯暂时饱和。对于一些容量超过数百瓦的变压器会造成的严重后果，如果没有采用限流电路，涌流可造成主熔断器熔断。更严重的是，对于大型电力变压器，涌流可造成主绕组变形。

#### 实芯铁芯
在如开关电源之类的高频电路中，有时使用具有较高的磁导率和电阻率的铁磁材料粉末铁芯。在更高的频率下，需要使用绝缘体导磁材料，常见的有各种称作铁氧体的陶瓷材料。在一些调频无线电电路中的一些变压器铁芯采用可调铁芯，来配合耦合电路达到谐振。

### 线圈
線圈由电磁线所構成，用於環繞鐵蕊，藉以通電產生磁場，或是經由磁場產生感應電流。

#### 绝缘保护
可使用蜡纸隔离

#### 冷却剂
有的变压器利用液态物质的循环进行热量的疏散。常用的液态物质为变压器油（英語：transformer oil），其主要成分为烷烃、环烷烃、芳香烃等化合物。变压器油比热容较大，它吸收热量体积膨胀上升，在管中形成循环，再通过散热装置将热量散发到空气中。有的变压器利用气态物质（如六氟化硫）作为冷却剂。由于导热能力的限制，气体冷却剂一般应用于小容量变压器。
关于变压器油，绝大多数采用的是矿物油，极少数的变压器采用的是植物油。矿物油泄露可能会对环境造成污染，而植物油污染程度就会少很多。而且植物油的闪点要比矿物油的高。所以，在将来，植物油可能会取代矿物油。